# تقدیر (فیلم ۲۰۱۴)
تقدیر (انگلیسی: Predestination) فیلمی در ژانر علمی–تخیلی و مهیج به کارگردانی برادران اسپیریگ است که در سال ۲۰۱۴ منتشر شد. از بازیگران آن می‌توان به ایتن هاک، سارا اسنوک و نوآه تیلور اشاره کرد. فیلم‌نامه فیلم بر اساس داستان کوتاه همه شما زامبی‌ها اثر رابرت آنسون هاین‌لاین نوشته شده‌است.

## داستان
زمانی که یک مأمور سفر در زمان مشغول به خنثی کردن یک بمب است شخصی با وی درگیر می‌شود و شروع به شلیک به یکدیگر می‌کنند. در همین زمان، مأمور سفر در زمان موفق می‌شود خود را به بمب برساند تا آن را خنثی کند. بمب منفجر می‌شود و درنتیجهٔ آن صورت وی می‌سوزد. شخصی به او نزدیک می‌شود و وی را کمک می‌کند تا وسیله سفر در زمانش را پیدا کند و به کمک آن به بیمارستانی در زمان آینده منتقل می‌شود. زمانی که مأمور دوران بهبودی اش را با جراحی‌های بازسازی صورتش را می‌گذراند، او تلاش داشت تا از حملهٔ مشهور "بمب گذار شکست خورده" در سال ۱۹۷۵ در شهر نیویورک جلوگیری کند. پس از بهبودی، آخرین ماموریتش به وی ابلاغ می‌شود.
مأمور به نیویورک دههٔ ۷۰ نقل مکان می‌کند. آنجا به عنوان یک متصدی بار مشغول به کار می‌شود و در حین کار با مردم نیز گپ می‌زند. جان نام مشتری است که مقالات اعترافی را با نام "مادری که ازدواج نکرده" می‌نویسد. دلیل انتخاب این تخلص در غالب داستانی که برای متصدی بار شرح می‌دهد عنوان می‌شود.
مشتری داستان با جنسیت زنانه بدنیا می‌آید و با اسم «جین» در یک یتیم خانه بزرگ می‌شود. از نظر تحصیلی جز بهترین‌ها به‌شمار می‌رود اما زیاد در جمع‌ها جایی ندارد
زیرا او به گونه ای با دیگر دخترها فرق دارد.
جین تصمیم می‌گیرد اگر روزی بچه دار شود او را در خانواده ای متمول بزرگ کند و همین باعث می‌شود که از دوستی بپرهیزد. بزرگ که می‌شود در یک برنامهٔ فضایی تحت نام "شرکت فضایی" که به زنان این شانس را می‌داد تا در کنار سفر به فضا، برنامهٔ تفریحی نیز داشته باشند، شرکت کند. او در یک درگیری بین دیگر شرکت کنندگان حضور داشت و در حال کتک کاری بود، اما او در ادامهٔ کار به‌واسطهٔ مشکل پزشکی که تاکنون از آن بی‌خبر بوده‌است از این برنامه رد صلاحیت می‌شود، ولی تصور می‌کند بخاطر آن دعوای بچگانه رد شده!!!
شرایط جین برای شخصی به نام رابرتسون جالب است.
جین در ادامه با مردی برخورد می‌کند که می‌گوید منتظر شخصی است. آن دو دلباختهٔ یکدیگر می‌شوند اما یک روز و به یکباره مرد ناپدید می‌شود. در همین زمان رابرتسون خود را به جین نزدیک می‌کند و برای او شرح می‌دهد که پروژهٔ "شرکت فضایی" در حقیقت بخشی از یک فعالیت محرمانه است، و این آژانس قصد دارد تا او را به عنوان کارآموز استخدام کند. اما پس از آن که مشخص می‌شود جین از دوست گم شده اش باردار است قرارداد فسخ می‌شود. در حین عمل سزارین مشخص می‌شود که او یک [بینا جنس، دگرباش] است و در بدن خود هردو عضو زنانه و مردانه را دارد ولی اگر باردار شود بعد از زایمان دیگر امکان بارداری نیست، پیچیدگی‌های سزارین باعث می‌شود که آنها مجبور به تخلیهٔ عضو زنانه بشوند، بعد از آن و پس از یک جراحی تغییر جنسیت، جنسیت جین از زن به مرد تغییر می‌کند. در این میان نوزاد نیز توسط مرد ناشناسی دزدیده می‌شود. از آن به بعد جین که حالا نامش جان شده و دوران تلخی را در زندگی خود تجربه می‌کند، با نام مستعار "مادری که ازدواج نکرده" داستان می‌نویسد.
مأمور به جان پیشنهاد می‌کند تا او را به روزی که جین مردی که او را تصادفی دید و عاشقش شد و سپس ترکش کرد، ببرد. اینگونه او می‌تواند انتقامش را از مردی که زندگی اش را (زمانی که جین بود) نابود کرد، بگیرد. در عوض جان باید وظایف کاری مأمور را به عنوان جایگزین انجام بدهد. مأمور وسیلهٔ سفر در زمانش را به او نشان می‌دهد و به اتفاق به سال ۱۹۶۳ سفر می‌کنند. جان تصمیم دارد تا مردی را که عاشقش شده بود را پیش از آنکه موفق به ملاقات با جین برای اولین بار بشود، بکشد. در حالی که در انتظار به سر می‌برد، به جین برمی‌خورد و شروع به صحبت می‌کنند و جان در میابد او همان کسی است که با جین دوست شده و در ادامه عاشق هم شده بودند!!!. کودکی که حاصل این «خود لقاحی» بود توسط مأمور ربوده و به وسیلهٔ ماشین زمان به ۱۸ سال قبل (سال ۱۹۴۵) و یک یتیم خانه برده می‌شود. در نتیجه جین و جان و فرزندشان در حقیقت یک نفر هستند که این حقیقت بیانگر یک حلقه زمانی است.
مأمور به سال ۱۹۷۵ و جایی که به مرد صورت سوخته در نیویورک کمک می‌کند، سفر می‌کند. و حالا متوجه یک موضوع عجیب تر می‌شود مأمور به سال ۱۹۶۳ و چند ماه پس از آن زمانی که جان را در آن سال تنها گذاشته بود بازمی‌گردد. او جان را متقاعد می‌کند که جین را ترک کند و به‌وسیلهٔٔ ماشین زمان هردویشان را به آژانس زمان ببرد. از این به بعد وظایف مأمور به عهدهٔ جان گذاشته می‌شود، در نتیجه مأمور می‌تواند در نیویورک سال ۱۹۷۵، و روزهای نزدیک به حمله بمب‌گذار شکست خورده، بازنشست شود. پس از رسیدنش، وسیلهٔ سفر در زمانش طبق برنامه‌ریزی عمل نکرده و از کار نمی‌افتد و همچنان قابل استفاده است. به وی دستور داده می‌شود تا به یک مغازهٔ لباس‌شویی‌های خودکار، جایی که بمب‌گذار شکست خورده در آنجا حضور خواهد داشت سری بزند. در آنجا مشخص می‌شود که بمب‌گذار شکست خورده در حقیقت همان مأمور , ولی در زمان آینده است که بخاطر سفرهای زیادش در زمان دچار روان‌پریشی شده‌است. بمب‌گذار شکست خورده اصرار می‌کند که کارهایی که انجام داده بیشتر از آنکه کسی را به کشتن بدهد، در حال و آینده باعث حافظ جانشان است، که همین اتفاقات نیز به قدرت‌گیری آژانس زمان منجر شده‌است. او تلاش می‌کند تا مأمور یعنی خودش در گذشته را متقاعد کند که تنها راه پایان دادن به این چرخه، صرف نظر کردن او از کشتنش است. مأمور در حالی که منکر آن می‌شود که هیچ‌وقت به بمب‌گذار شکست خورده بدل گردد، خودش را در آینده می‌کشد.
در پایان مشخص می‌شود که جان همان مردی است که در سال ۱۹۷۵ جهت خنثی کردن بمب به نیویورک سفر می‌کند و صورتش می‌سوزد. عمل‌های جراحی که پس از آن بروی وی صورت می‌گیرد ظاهرش را به کلی تغییر می‌دهد چراکه صورت یک مرد دیگری را پیوند کرده‌اند و حال دیگر مشخص است که جین، جان، مأمور و بمب‌گذار شکست خورده همگی یک نفر هستند. این خلقت مأمور، توسط رابرتسون برنامه‌ریزی شده بود تا مأموری خلق شود تا هیچ وابستگی زمانی نداشته باشد. این مأمور مسئول خلقت و نابودی خود است، که حلقه زمانی را به سر حد اعلای خود می‌رساند.

## بازیگران
- ایتن هاک در نقش متصدی بار
- سارا اسنوک در نقش جین
- نوآ تیلور در نقش آقای رابرتسون
- مادلین وست در نقش خانم استاپلتون
- کریستوفر کربی در نقش مأمور مایلز
- فریا استافورد در نقش الیس
- جیم نوبلیک در نقش دکتر بلفورت
- کریستوفر استولری در نقش مصاحبه‌گر
- تیلور کاپین در نقش دکتر هاینلاین
- راب جنکینز در نقش آقای جونز

## گاه‌شمار رویدادهای فیلم
| ردیف | تاریخ           | رویداد |
| ---- | --------------- | --- |
| ۰    | ۱۹۸۱            | سفر در زمان اختراع شده‌است، اجازه می‌دهد مسافران به ۵۳ سال جلو یا عقب بروند. |
| ۱    | فوریه ۱۹۶۴      | جین کوچولو، بچهٔ جان و جین به دنیا می‌آید. |
| ۲    | ۲ مارس ۱۹۶۴     | آقای دو جین کوچولو را می‌رباید. |
| ۳    | ۱۳ سپتامبر ۱۹۴۵ | جین کوچولو را جلوی یتیم‌خانهٔ کلیولند ترک می‌کنند. |
| ۴    | ۳ آوریل ۱۹۶۳    | جین، جان را در کالج کلیولند ملاقات می‌کند. |
| ۵    | ۲۴ ژوئن ۱۹۶۳    | جین باردار و تنها رها می‌شود. |
| ۶    | ژانویه ۱۹۶۵     | جین بعد از یازده ماه عمل جراحی و بازتوانی تبدیل به جان می‌شود. |
| ۷    | ۶ نوامبر ۱۹۷۰   | در نیویورک جان که حالا یک نویسندهٔ واقعی جرم و جنایت است آقای دو را ملاقات می‌کند که به عنوان یک متصدی بار مشغول به کار است.                                                                               |
| ۸    | ۱۲ اوت ۱۹۸۵     | آقای دو جان را در آژانس زمان ترک می‌کند تا به یک مأمور تبدیل شود. |
| ۹    | ۱۳ اوت ۱۹۸۵     | جان آقای دو می‌شود، یک مأمور زمان و بسته لوازم خود را دریافت می‌کند. |
| ۱۰   | ۲ مارس ۱۹۷۰     | آقای دو تلاش می‌کند بمب "بمب گذار شکست خورده" را خنثی کند اما بمب منفجر شده و صورت خودش آسیب می‌بیند. |
| ۱۱   | ۲۱ فوریه ۱۹۹۲   | آقای دو به آژانس زمان برمی گردد جایی که قبل از انجام آخرین مأموریتش تحت عمل جراحی و درمان قرار می‌گیرد.                                                                                                   |
| ۱۲   | ۷ ژانویه ۱۹۷۵   | آقای دو به نیویورک برمی گردد، ولی در بازگشت شکست می‌خورد. |
| ۱۳   | ۶ مارس ۱۹۷۵     | آقای دو بمب‌گذار شکست‌خورده یعنی خودش را می‌کشد. |
| ۱۴   | ۱۹۷۴            | در ایلینوی شیکاگو، بمب‌گذار شکست خورده، با نابود کردن یک شرکت شیمیایی از نشت مواد شیمیایی جلوگیری می‌کند. با جلوگیری از رفتن یک راننده بالقوه مست به سر کار ۳۲۴ نفر را از تلفات بیش از ۳۵۰ نفر نجات می‌دهد. |
| ۱۵   | ۱۹۷۵            | در کالیفورنیا لوس آنجلس بمب‌گذار شکست خورده مانع از انفجار بمب توسط یک گروه افراطی می‌شود و تلفات اصلی مرگ را ۱۰۸۱ نفر کاهش می‌دهد.                                                                         |
| ۱۶   | ۳ آوریل ۱۹۹۱    | در هامبورگ آلمان از مرگ ۱۸۶۱ نفر جلوگیری می‌کند. |
| ۱۷   | ۱۹۶۸            | در بوستون ماساچوست بمب‌گذار شکست خورده با نابود کردن کارخانه مانع از دزدیده شدن سلاح‌های هاردشاو شده و از مرگ ۳۰۲۷ نفر جلوگیری می‌کند.                                                                      |
| ۱۸   | ۱۹۷۰            | در ملبورن استرالیا بمب‌گذار شکست خورده مانع از تصادف قطار در ایستگاه خیابان فلیندرز می‌شود. |

## تولید

### داستان
این فیلم بر اساس داستان کوتاهی از رابرت آنسون هاین‌لاین که آن را در سال ۱۹۵۹ با عنوان All You Zombies نوشته‌است، ساخته شده. (در جایی و در یک مکالمهٔ شخصی، راوی عنوان داستان را ذکر می‌کند). در تاریخ ۱۴ مه ۲۰۱۲, برادران اسپیریگ که پیش از این فیلمنامه را نوشته بودند، به عنوان کارگردانان فیلم تقدیر معرفی می‌شوند. در اوت ۲۰۱۴, پیتر اسپیریگ توضیح داد که به داستان کوتاه رابرت آنسون هاین‌لاین و خط داستان آن وفادار مانده‌اند.

### پخش
Arclight Films کلیهٔ حقوق بین‌المللی فیلم را خریداری کرد و در تاریخ ۱۸ مه ۲۰۱۲ نیز، Tiberius Film حقوق مادی و معنوی این فیلم در آلمان را از Arclight گرفت. در ۲۳ مه 2012, Sony Pictures Worldwide Acquisitions کلیهٔ حقوق مادی و معنوی این فیلم را در ایالات متحده و همچنین بعضی از نقاط دیگر دنیا را کسب کرد.

### مالی
در ۵ سپتامبر 2012 , Screen Australia اعلام داشت که هزینهٔ ۵٫۶ میلیون دلاری ساخت این فیلم را در راستای برنامهٔ مجموعه برای سرمایه‌گذاری بروی ۳ فیلم بلند را، تأمین می‌کند.

## افتخارات
| جایزه                            | بخش                                    | موضوع                                  | نتیجه    |
| -------------------------------- | -------------------------------------- | -------------------------------------- | -------- |
| جایزه اکتا (4th)                 | بهترین فیلم                            | Paddy McDonald                         | نامزدشده |
| جایزه اکتا (4th)                 | بهترین فیلم                            | Tim McGahan                            | نامزدشده |
| جایزه اکتا (4th)                 | بهترین فیلم                            | برادران اسپیریگ                        | نامزدشده |
| جایزه اکتا (4th)                 | بهترین کارگردانی                       | برادران اسپیریگ                        | نامزدشده |
| جایزه اکتا (4th)                 | بهترین فیلمنامه اقتباسی                | برادران اسپیریگ                        | نامزدشده |
| جایزه اکتا (4th)                 | بهترین بازیگر زن                       | Sarah Snook                            | برنده    |
| جایزه اکتا (4th)                 | بهترین فیلم‌برداری                      | Ben Nott                               | برنده    |
| جایزه اکتا (4th)                 | بهترین تدوین                           | Matt Villa                             | برنده    |
| جایزه اکتا (4th)                 | بهترین موسیقی متن فیلم                 | Peter Spierig                          | نامزدشده |
| جایزه اکتا (4th)                 | بهترین طراحی صحنه                      | Matthew Putland                        | برنده    |
| جایزه اکتا (4th)                 | بهترین طراحی لباس                      | Wendy Cork                             | نامزدشده |
| AFCA Awards                      | بهترین فیلم                            | بهترین فیلم                            | نامزدشده |
| AFCA Awards                      | بهترین کارگردان                        | The Spierig brothers                   | نامزدشده |
| AFCA Awards                      | بهترین فیلمنامه                        | The Spierig brothers                   | نامزدشده |
| AFCA Awards                      | بهترین بازیگر زن                       | Sarah Snook                            | نامزدشده |
| AFCA Awards                      | بهترین فیلم‌برداری                      | Ben Nott                               | نامزدشده |
| ACS Award                        | Award of Distinction                   | Ben Nott                               | برنده    |
| FCCA Awards                      | بهترین فیلم                            | Paddy McDonald                         | نامزدشده |
| FCCA Awards                      | بهترین فیلم                            | Tim McGahan                            | نامزدشده |
| FCCA Awards                      | بهترین فیلم                            | The Spierig brothers                   | نامزدشده |
| FCCA Awards                      | بهترین کارگردان                        | The Spierig brothers                   | نامزدشده |
| FCCA Awards                      | بهترین فیلمنامه                        | The Spierig brothers                   | نامزدشده |
| FCCA Awards                      | بهترین بازیگر زن                       | Sarah Snook                            | برنده    |
| FCCA Awards                      | بهترین فیلمبرداری                      | Ben Nott                               | نامزدشده |
| FCCA Awards                      | بهترین تدوین                           | Matt Villa                             | برنده    |
| FCCA Awards                      | بهترین موسیقی متن                      | Peter Spierig                          | نامزدشده |
| FCCA Awards                      | بهترین طراحی صحنه                      | Matthew Putland                        | برنده    |
| Toronto After Dark Film Festival | جایزهٔ ویژه برای بهترین فیلم علمی-تخیلی | جایزهٔ ویژه برای بهترین فیلم علمی-تخیلی | برنده    |
| Toronto After Dark Film Festival | جایزهٔ ویژه برای بهترین فیلمنامه        | The Spierig brothers                   | برنده    |
| Toronto After Dark Film Festival | جایزهٔ تماشاگران برای بهترین فیلم بلند  | The Spierig brothers                   | دوم      |

الگو:جدول